# Dècada del 1950
La dècada del 1950 comprèn el període d'anys entre el 1950 i el 1959, tots dos inclosos. Durant la dècada, l'URSS, que havia estat aliada dels països que van enderrocar l'Alemanya nazi i les altres nacions de l'anomenat Eix, ràpidament es va veure transformada en l'"enemic d'occident" i el món va veure com es formava el que es coneix com a Guerra Freda.
Poc després del final del conflicte mundial, la guerra civil a la Xina va donar el triomf a Mao Zedong qui va instaurar en la part continent del país un règim totalitari de base comunista que va revolucionar el país, reconegut com a República Popular de la Xina.
En la dècada dels 1950, la disputa entre els dos nous eixos mundials, es va intensificar notablement amb la guerra de Corea i la posterior divisió del país en dos estats diferents. Es va començar amb una carrera armamentística sense precedents que s'estendria a les dècades següents, així l'URSS i els EUA van iniciar la carrera d'un arsenal capaç de destruir tot el planeta.
El procés de descolonització iniciat després de la Segona Guerra Mundial es va intensificar i marcarà de fet la dècada, però no només, sinó que anirà fins a les dues dècades següents. Imperis com el francès, el britànic o el belga es desprendran de nombroses possessions a l'Àfrica, el Llevant i l'Àsia.
Estats Units va viure una autèntica revolució cultural de la mà del ràpid desenvolupament industrial i del consegüent fenomen de consumisme. Alemanya i el Japó van experimentar, per la seva banda, una sorprenent recuperació econòmica en menys de dues dècades després del final de la guerra, havent-se transformat en potències econòmiques, però no polítiques ni militars atès que van ser estats intervinguts directament després del final del conflicte.
Els anys 1950 són considerats una època de transició entre el període de guerres de la primera meitat de segle xx i el període de revolucions comportamentals i tecnològiques de la segona meitat. És l'època de l'arribada de la televisió, que obligarà el cinema a reinventar-se i estrenar les primeres pel·lícules en color i amb so. És també una època d'importants descobriments com l'ADN, així com l'establiment d'organitzacions que regiran la política i economia del futur. Es crea doncs el Consell d'Europa, l'ONU, la Comunitat Econòmica Europea i l'OCDE.

## Post-Segona Guerra Mundial
L'any 1945 Europa es troba en ruïnes degut a dues guerres que han dibuixat un panorama desastrós. La durada de la Segona Guerra Mundial i la importància dels seus bombardejos n'han ensorrat completament l'economia, les infraestructures i la societat. Les pèrdues humanes se sumen al desastre material. Després de la guerra sembla que ja s'ha viscut el pitjor i que des d'aquell moment no pot venir res més que millores. Per això mateix els historiadors consideren que davant del desastre provocat per la guerra es respira un aire d'optimisme. En l'espai de deu anys els Aliats seran capaços de traçar l'escenari de postguerra. Un escenari que es vol per la pau, la pau definitiva, a Europa i a la resta del món. Això en el paper perquè les bases de les organitzacions internacionals sota les quals s'ha de regir aquesta pau són tramposes. La reforma de la Societat de Nacions es fa sobre la base de un pacte desigual. El Consell de Seguretat de l'ONU és al cap i a la fi l'únic òrgan decisor. L'Assemblea de l'ONU només emet informes, recomanacions o suggeriments. L'ONU acaba esdevenint una associació d'Estats i no de Nacions. El Vaticà, per exemple, n'és membre, encara que observador, i Corea s'hi trobar representada en dos Estats. A més, l'ONU no és garantia de democràcia i respecte dels drets humans. L'Espanya franquista, per exemple, hi és acceptada. Tampoc és garantia de pau. Prova d'això la Guerra de Corea.

### Consell d'Europa
La creació del Consell és fruit d'un moviment pro-federalista que troba els orígens a Suïssa, lloc on es fan proclames a la unificació d'Europa sota un principi federalista per mantenir d'aquesta manera la pau. El Comitè Internacional de Coordinació fou el responsable de posar cara i veus a aquest moviment. Efectivament, l'any 1948 organitza a la Haia els Estats Generals d'Europa, una reunió presidida per Winston Churchill i que deixarà palès la necessitat de crear un ens supranacional que vetlli per la seguretat i pau a Europa. Per l'ocasió Winston Churchill va demanar la creació d'uns "Estats Units d'Europa". Així, el 5 de maig del 1949 i després de quatre dies intensos de debats, es crea el Consell d'Europa a Estrasburg, ciutat simbòlica per la rivalitat franco-alemanya, amb Paul-Henri Spaak, pare de la Unió Europa, com a president de la primera assemblea.

### Comunitat Europea del Carbó i l'Acer
El Consell d'Europa va ser considerat com un fracàs atès que en els seus inicis es va concebre com una cambra de consulta. A més, l'escenari post-segona guerra mundial és propici a un nou enfrontament. La Unió Soviètica bloqueja Berlín després que el Regne Unit, França i els EUA decidissin d'unir les zones d'influència marcades després de la guerra a la capital alemanya. Això afegit al cop de Praga al febrer del 1948, precipita els Aliats a buscar noves alternatives per la pau. La primera idea fou, però, la tornada a l'antiga tàctica de les aliances militars. Així doncs, davant la reacció de la Unió Soviètica, França i el Regne Unit decideixen pactar una aliança militar amb el Benelux i poc després el Senat nord-americà decideix donar llum verda al seu govern perquè pacti aliances militars. No tenint cap altre horitzó que aquest, Jean Monnet proposa llavors al ministre francès Schuman la creació de la Comunitat Europea del Carbó i de l'Acer, idea que el canceller Konrad Adenauer compra de seguida. El 9 de maig del 1951 se signa el Tractat de París, que suposa la creació de la Comunitat Europea del Carbó i l'Acer.

### Comunitat Europea de Defensa i Organització del Tractat de l'Atlàntic Nord
El 1949, en plena postguerra de la Segona Guerra Mundial, a Occident es veia amb preocupació la política expansionista que estava seguint la Unió Soviètica. Era evident que l'ONU no podria ser capaç per si sola de mantenir la pau al món, ja que els nombrosos vetos soviètics ho impedien. La imposició de governs no democràtics i l'eliminació de molts dels drets humans a Europa central i Oriental per influència soviètica augmentaven la pressió a Europa Occidental. Entre el 1947 i el 1949, una sèrie d'esdeveniments porta a la creació de l'OTAN. En efecte, el cop de Praga és interpretat com un atac directe a la democràcia europea i la guerra de Corea com la primera agressió d'un estat comunista. A més a més, amb el Bloqueig de Berlín, que va començar l'abril de 1948, la situació va empitjorar. Es qüestiona llavors la idoneïtat de tornar a armar Alemanya. L'any 1949 l'OTAN o NATO per les sigles en anglès és una realitat. El Pacte de Varsòvia es va crear més tard, en 1955, per a contrarestar a l'OTAN després de l'admissió i el possible rearmament de la República Federal d'Alemanya per l'URSS.
Paral·lelament a Europa el debat gira cap a la creació d'una comunitat de defensa europea. La guerra de Corea i els esdeveniments ja esmentats acceleren el procés i l'any 1952 és la creació de la CED, Comunitat Europea de Defensa. Però amb la mort d'Stalin l'any 1953 i la intervenció francesa a la Indoxina que deixa evidència les carències armamentístiques per fer front a una batalla amb l'URSS, fan que la CED fracassi i es dissolgui. L'any 1954, efectivament, l'Assemblea Nacional francesa no ratifica el tractat de creació de la CED sota càntics de la Marsellesa.

### Comunitat Econòmica Europea i EURATOM
Una mica com a forma d'esborrar el fracàs de la Comunitat Europea de Defensa s'organitza l'any 1955 una conferència a Messina, Sicília on diferents ministres d'assumptes exteriors presenten un memoràndum per tal de trobar una solució a l'impàs. És llavors quan neix la idea de posar en comú no només l'acer i el carbó sinó la resta de la producció europea, a més de fer caure les fronteres i deixar lliure circulació de mercaderies i persones. El fiasco de la nacionalització de Suez l'any 1956 fa entendre, en aquest sentit, a França que la descolonització és un fet inevitable i que podria retrobar part de la grandesa en un projecte europeu com aquest en què hi tingués un pes important. Convençuda, s'aconsegueix signar els Tractats de Roma, amb els quals es creen la Comunitat Econòmica Europea i l'Euratom l'any 1957. Paral·lelament, però, el Regne Unit, convençut de la línia minimalista sobre el projecte de l'Europa federada crea l'AELC, l'Associació Europea de Lliure Comerç, l'any 1959 amb Portugal, Dinamarca, Noruega, Suïssa i Suècia com a membres. L'any 1961, però, vist el fracàs del projecte el Regne Unit demana l'adhesió a la CEE.

### Organització de les Nacions Unides
El terme "Nacions Unides" va ser creat per Franklin D. Roosevelt durant la Segona Guerra Mundial, per referir-se als Aliats. Se'n va fer ús per primera vegada el 1942, en la Declaració de les Nacions Unides, la qual establia que els aliats haurien de complir els principis de la Carta de l'Atlàntic, i juraven buscar la pau en conjunció amb els poders de les Eix. El nom va ser transferit a l'ONU per les forces victorioses de la guerra i com a condició de la Carta de l'Atlàntic i d'altres acords de guerra.
El 25 d'abril, 1945 va començar la Conferència Internacional a San Francisco amb la intenció de crear l'organització internacional de les Nacions Unides. Dos mesos després, les 50 nacions que van estar representades a la Conferència van firmar la Carta de les Nacions Unides, el 26 de juny, i Polònia ho va fer poc després. Finalment, el 24 d'octubre de 1945 l'ONU va néixer amb la ratificació de la Carta de les Nacions Unides pels cinc membres permanents del Consell de Seguretat: República de la Xina, França, Unió Soviètica, Regne Unit i els Estats Units, i per la majoria dels altres 46 membres.

## Personatges destacats

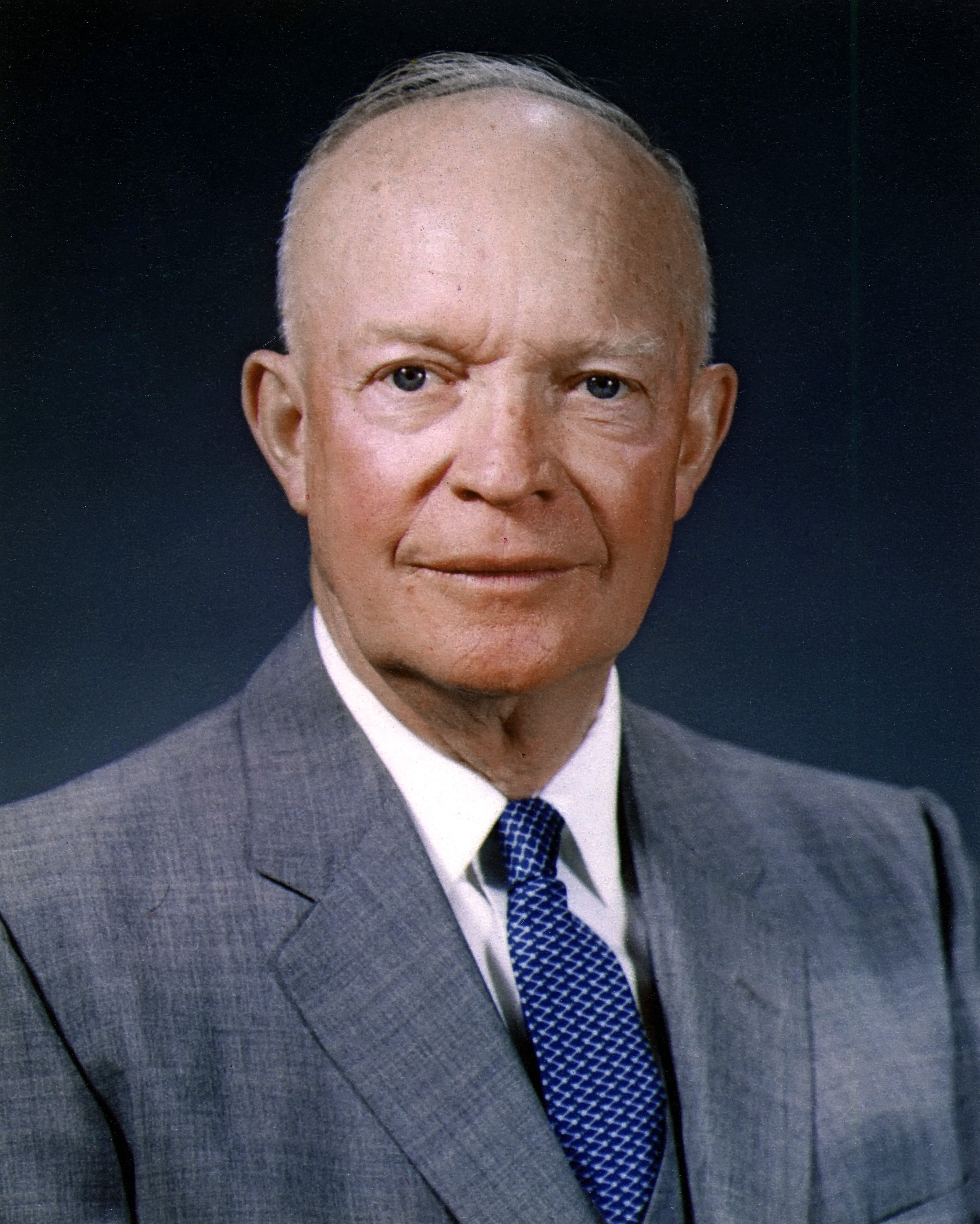
Dwight D. Eisenhower
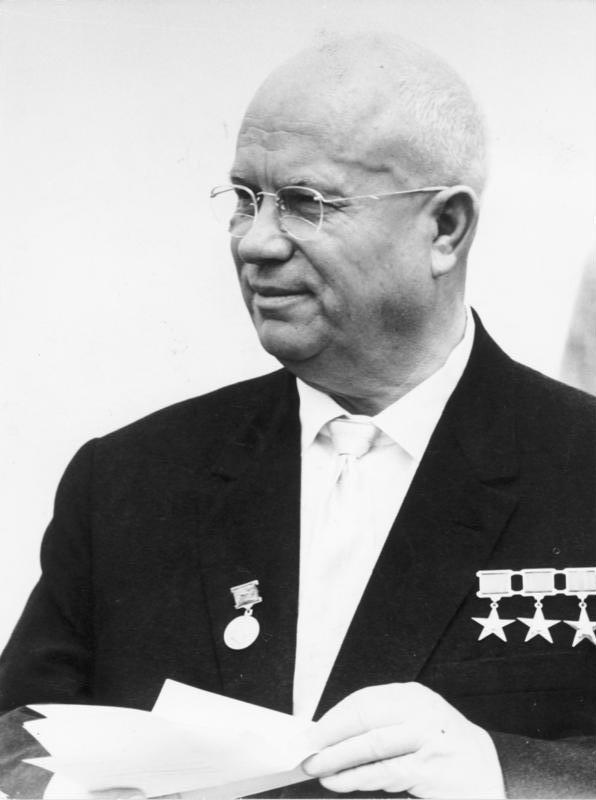
Nikita Khrushchev
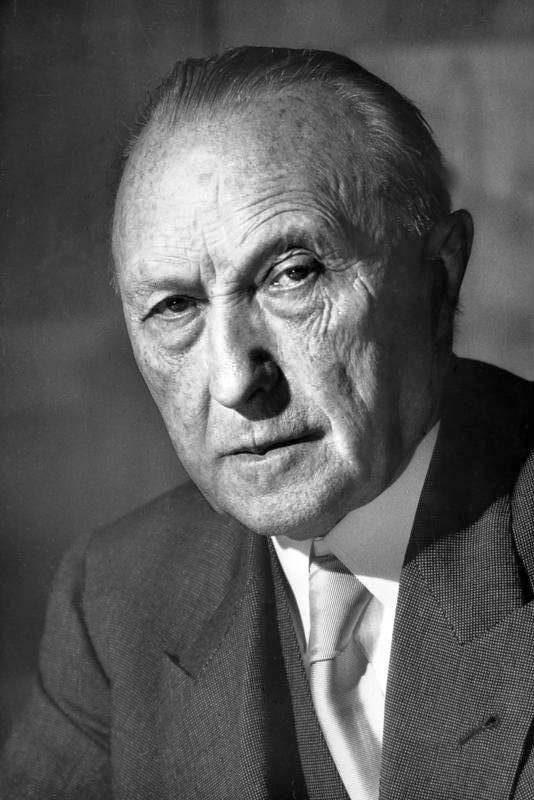
Konrad Adenauer
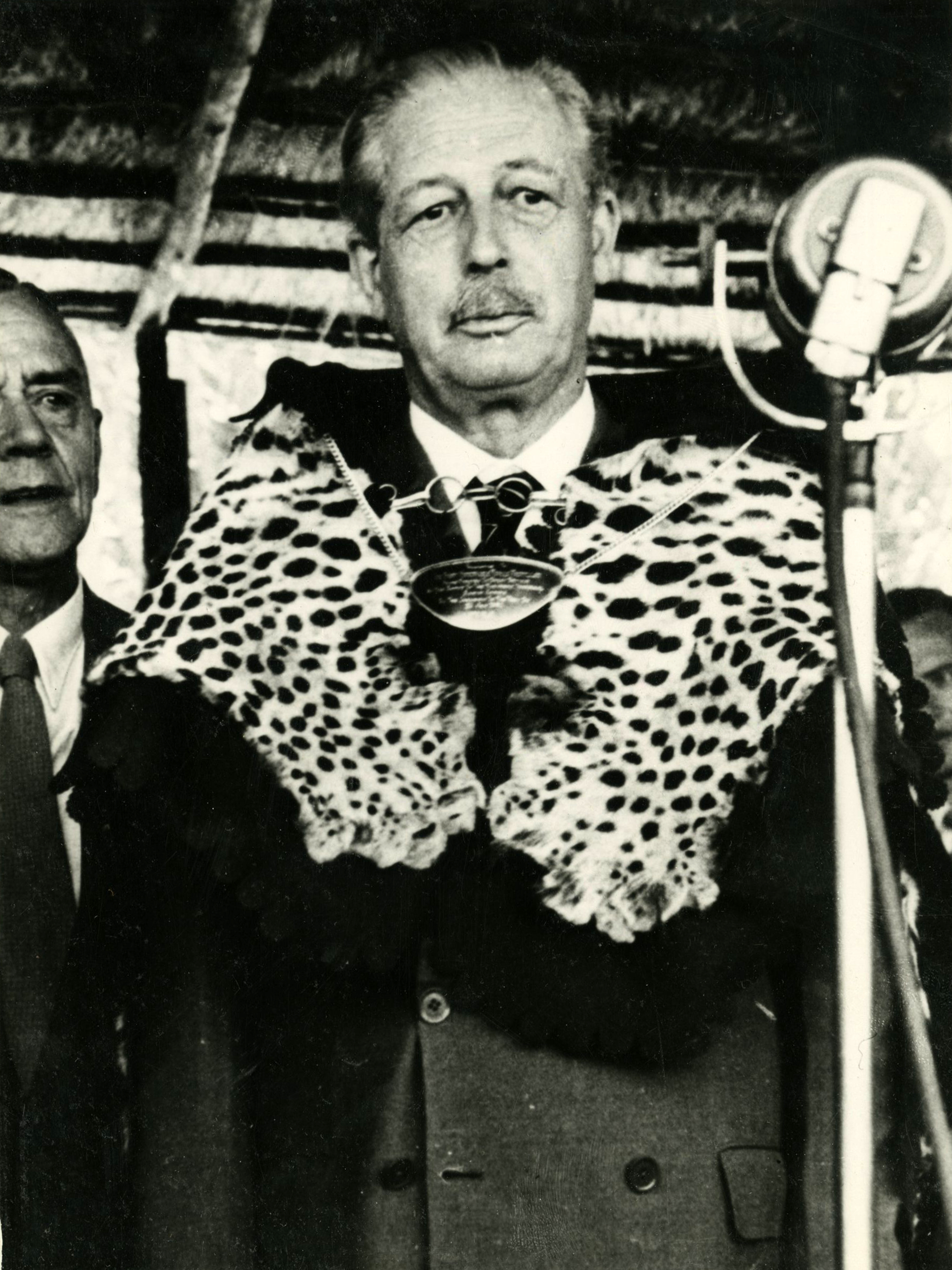
Harold Macmillan
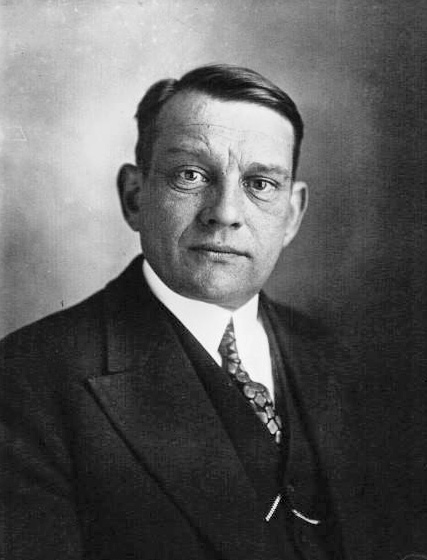
René Coty
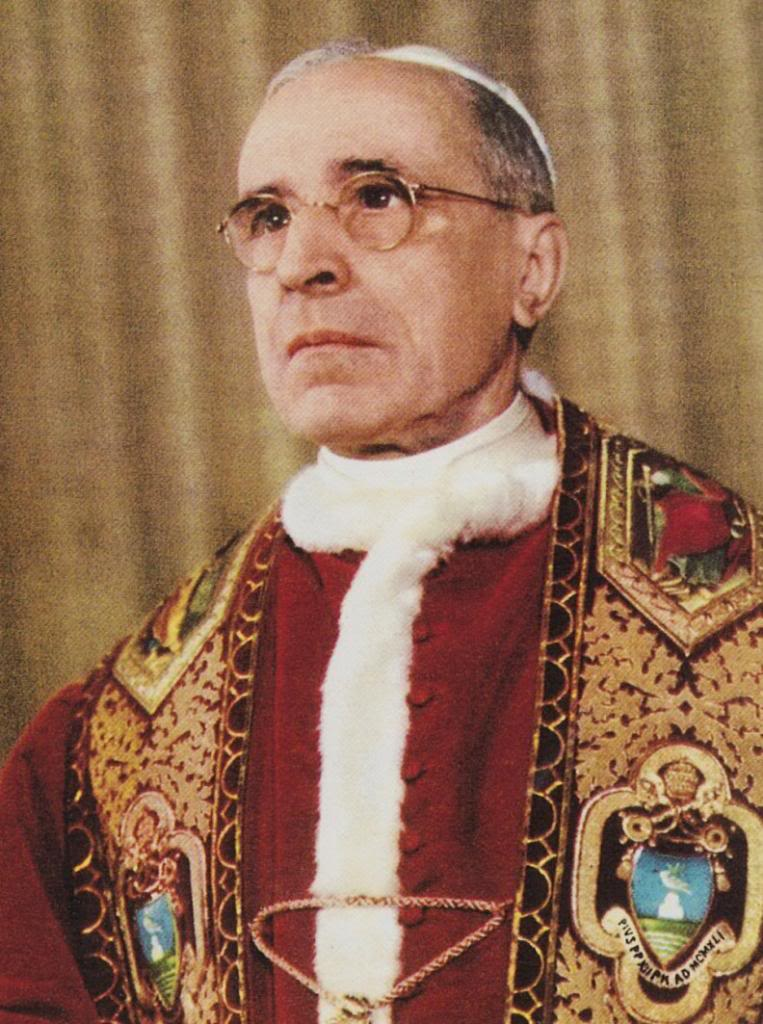
Pius XII
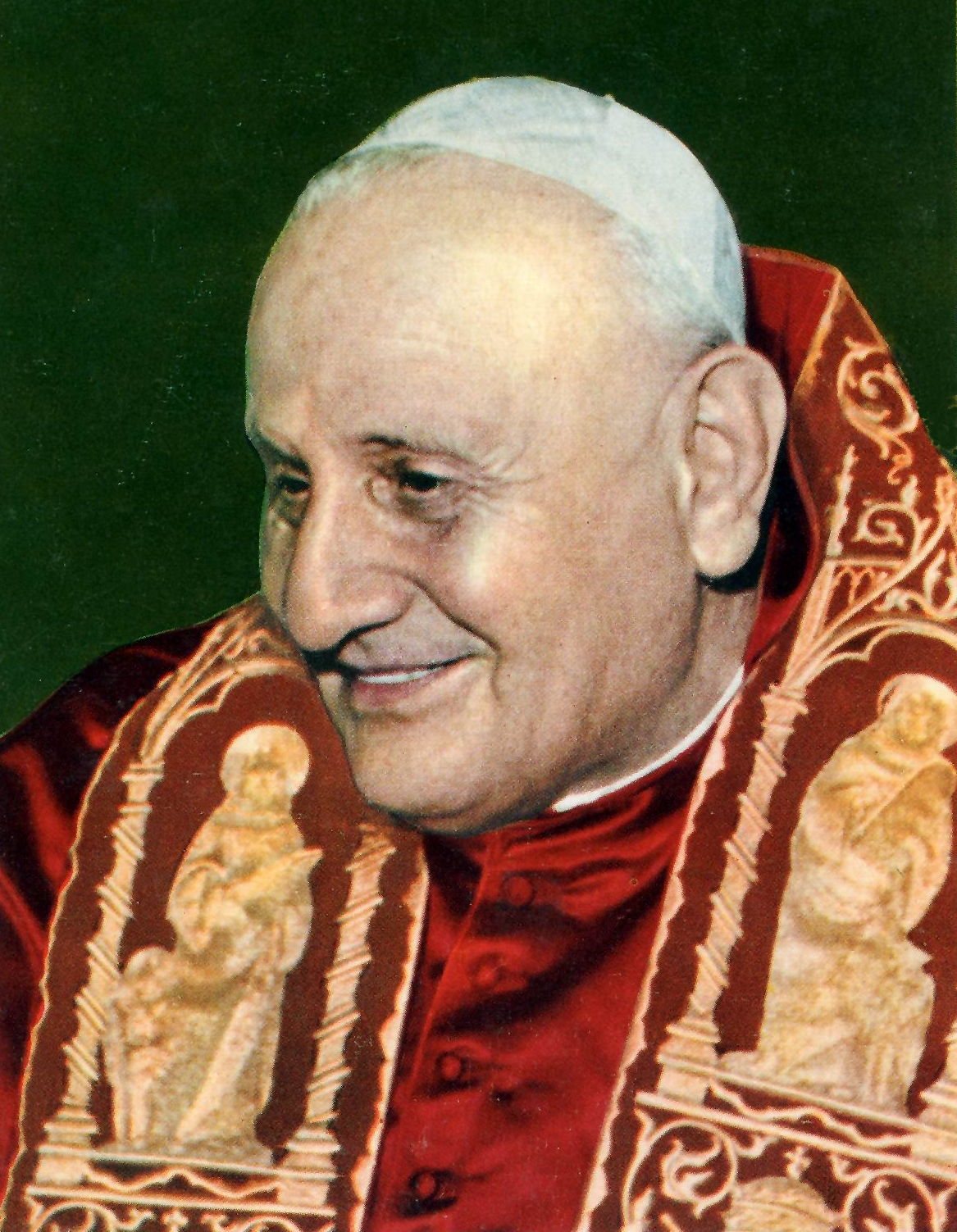
Joan XXIII
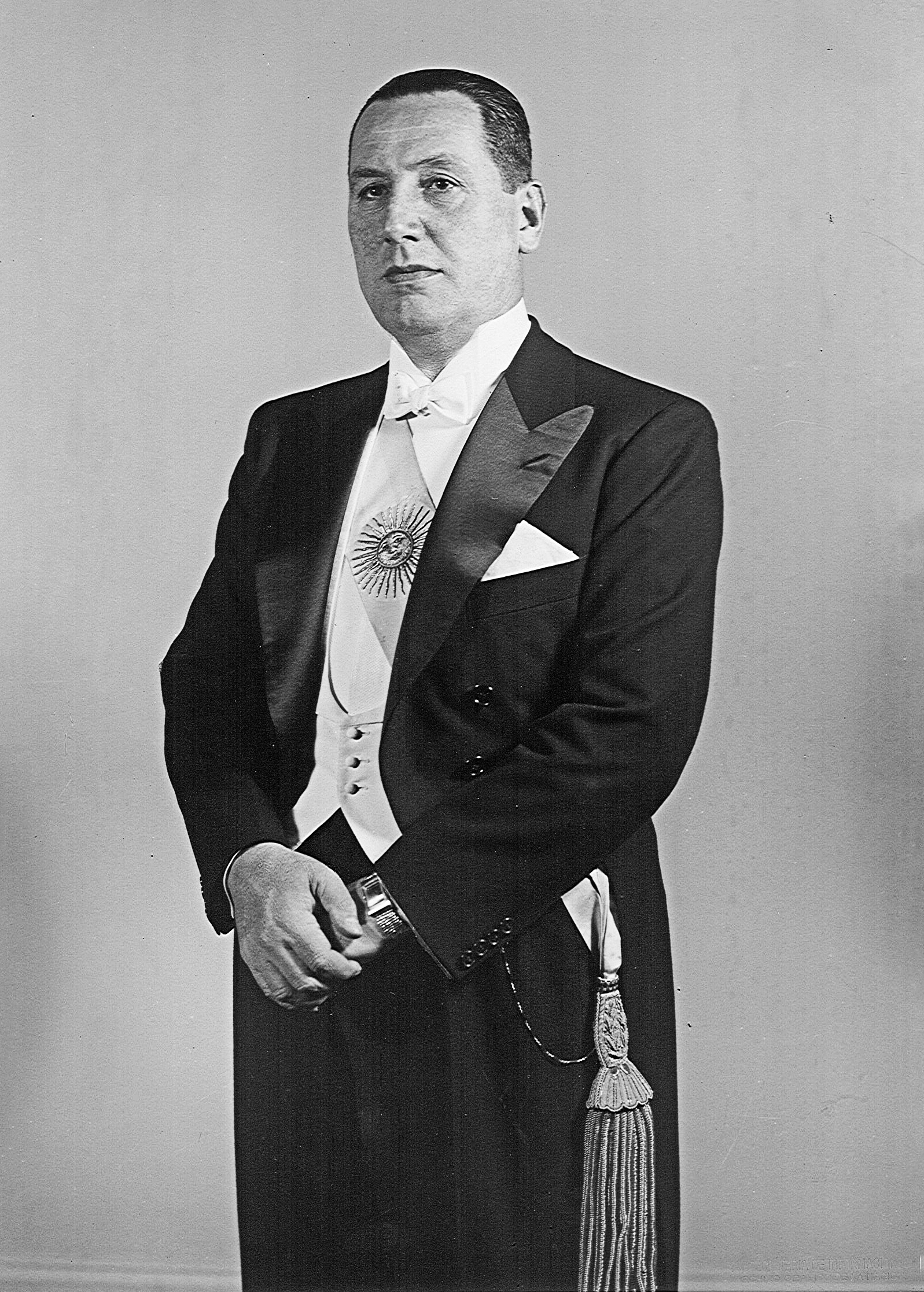
Juan Perón
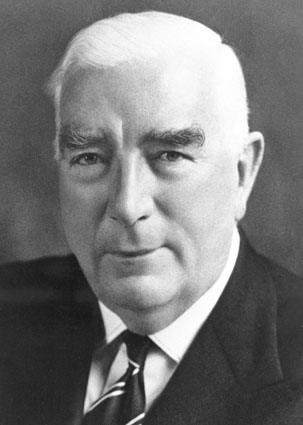
Robert Menzies
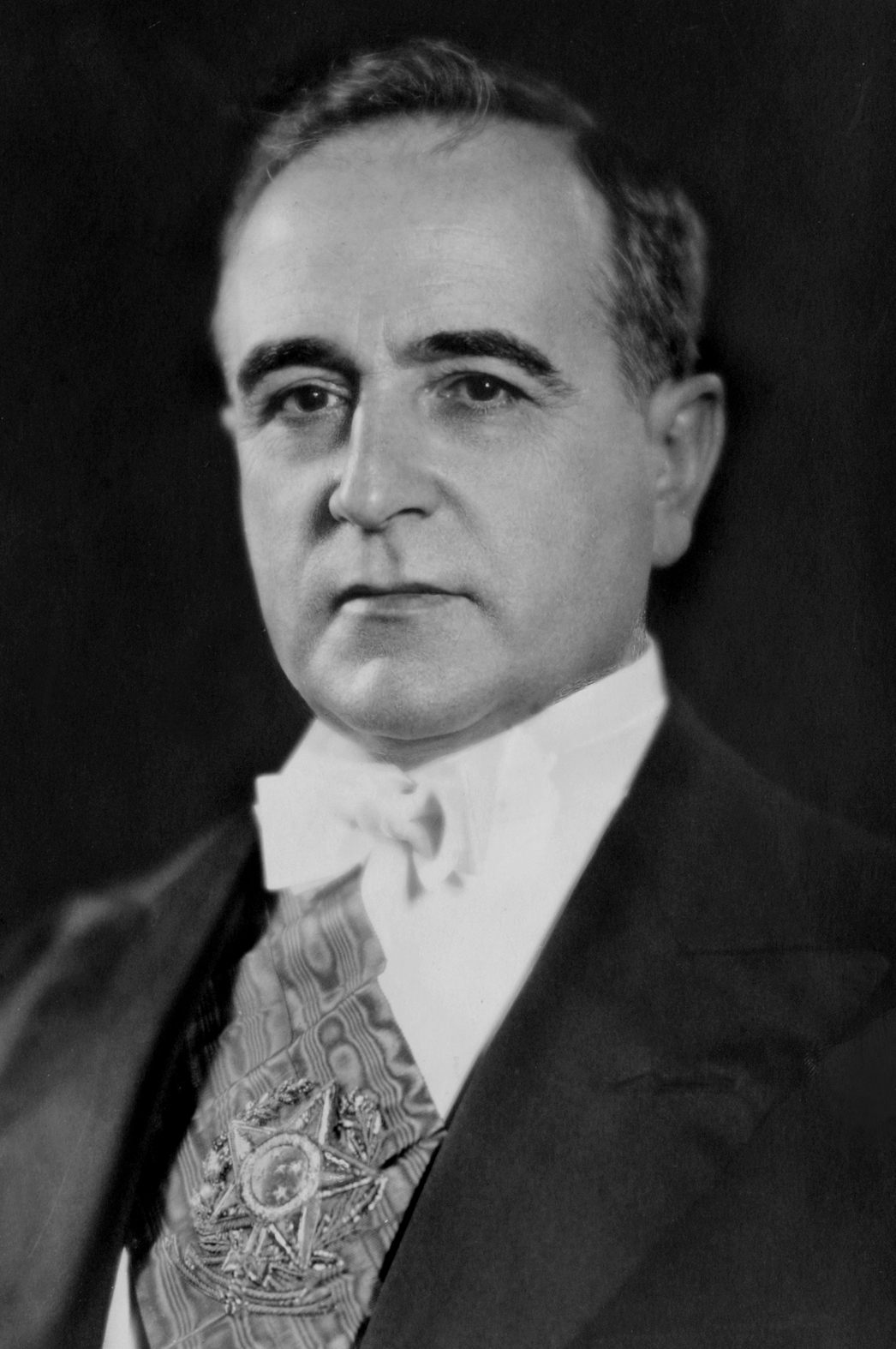
Getulio Vargas
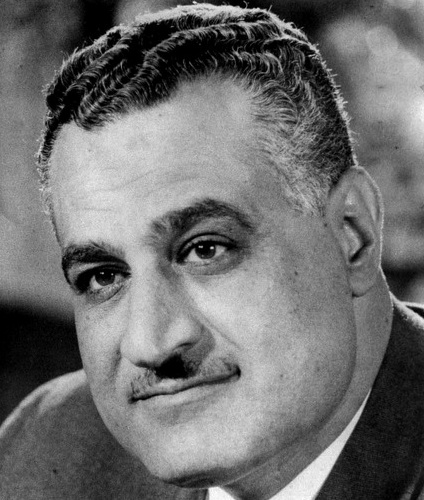
Gamal Abdel Nasser
Jawaharlal Nehru
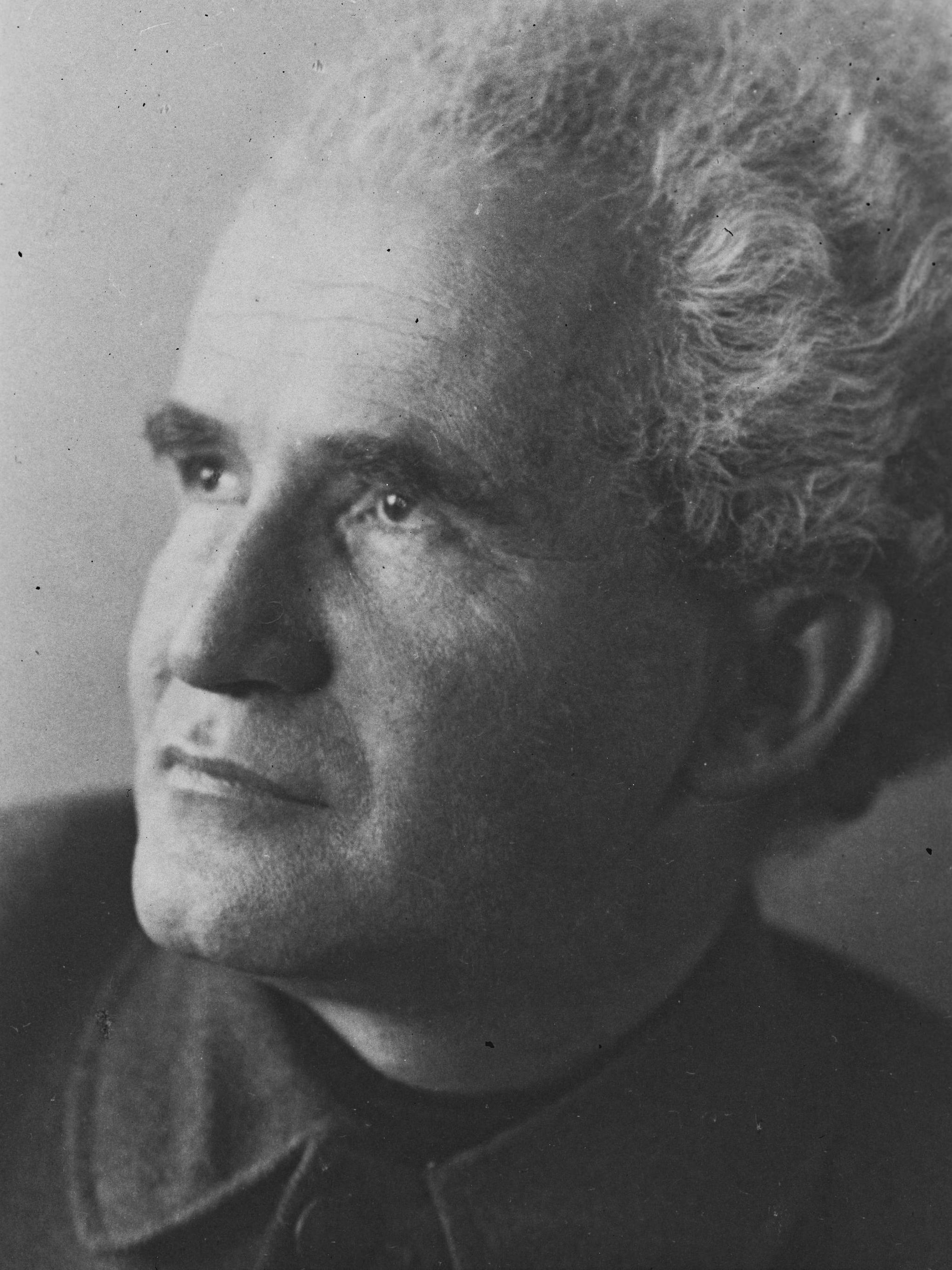
David Ben-Gurion
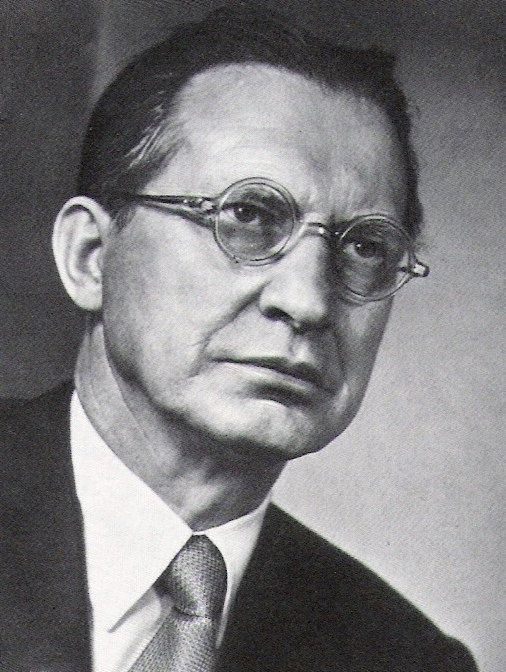
Alcide De Gasperi
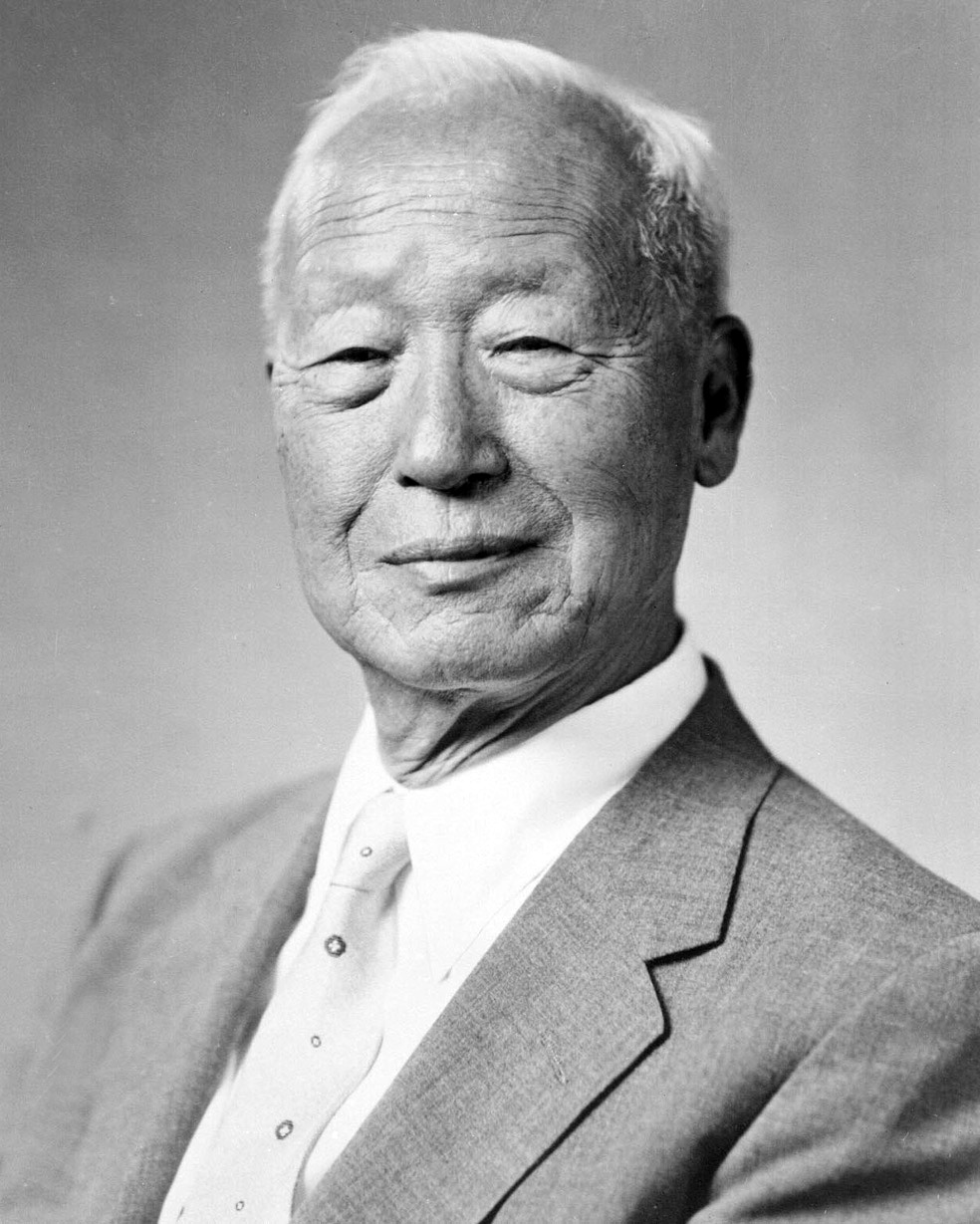
Syngman Rhee
Kim Il-sung
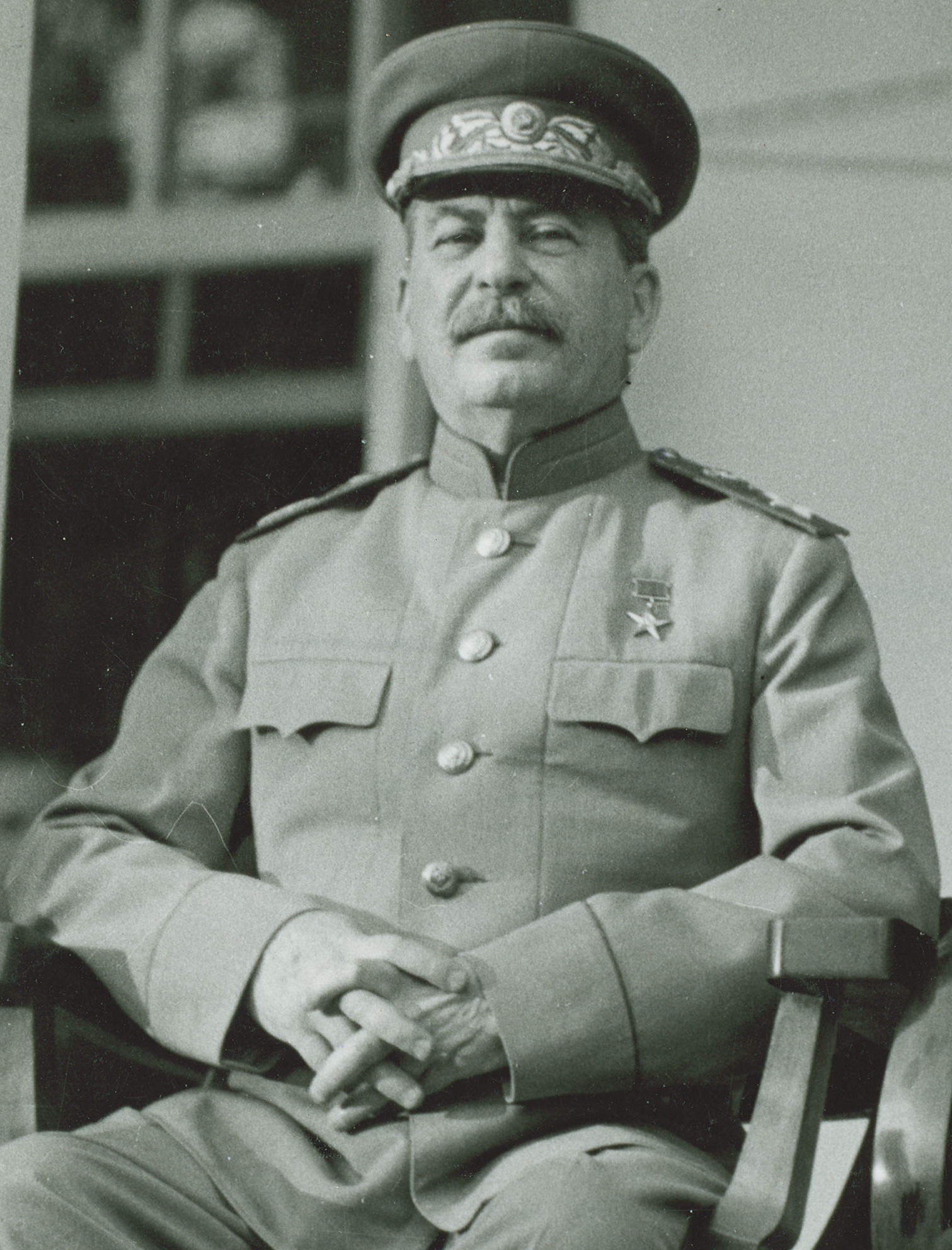
Ióssif Stalin
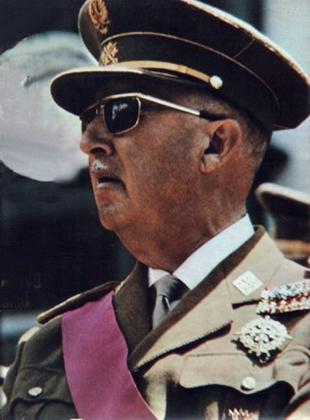
Francisco Franco
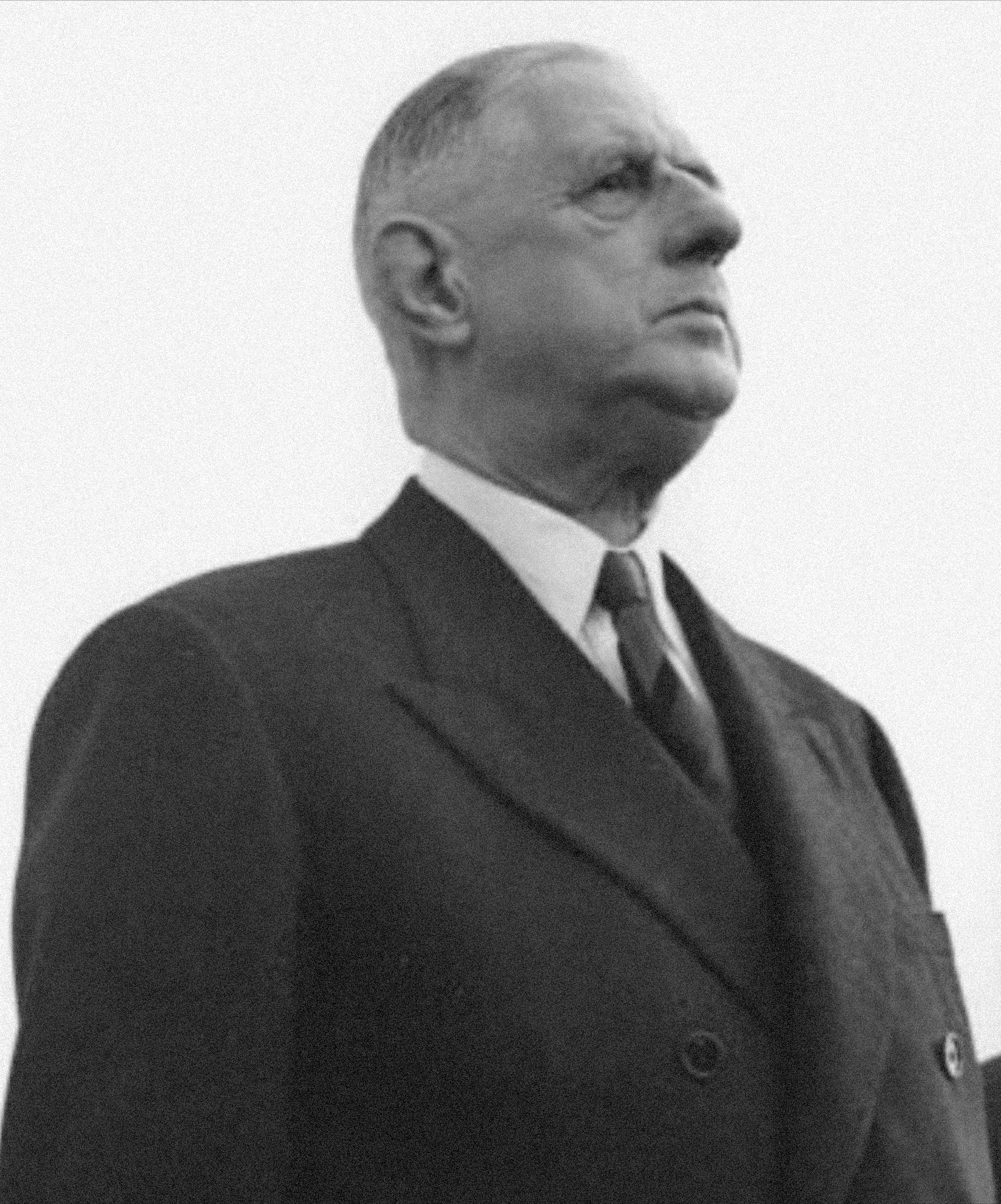
Charles de Gaulle
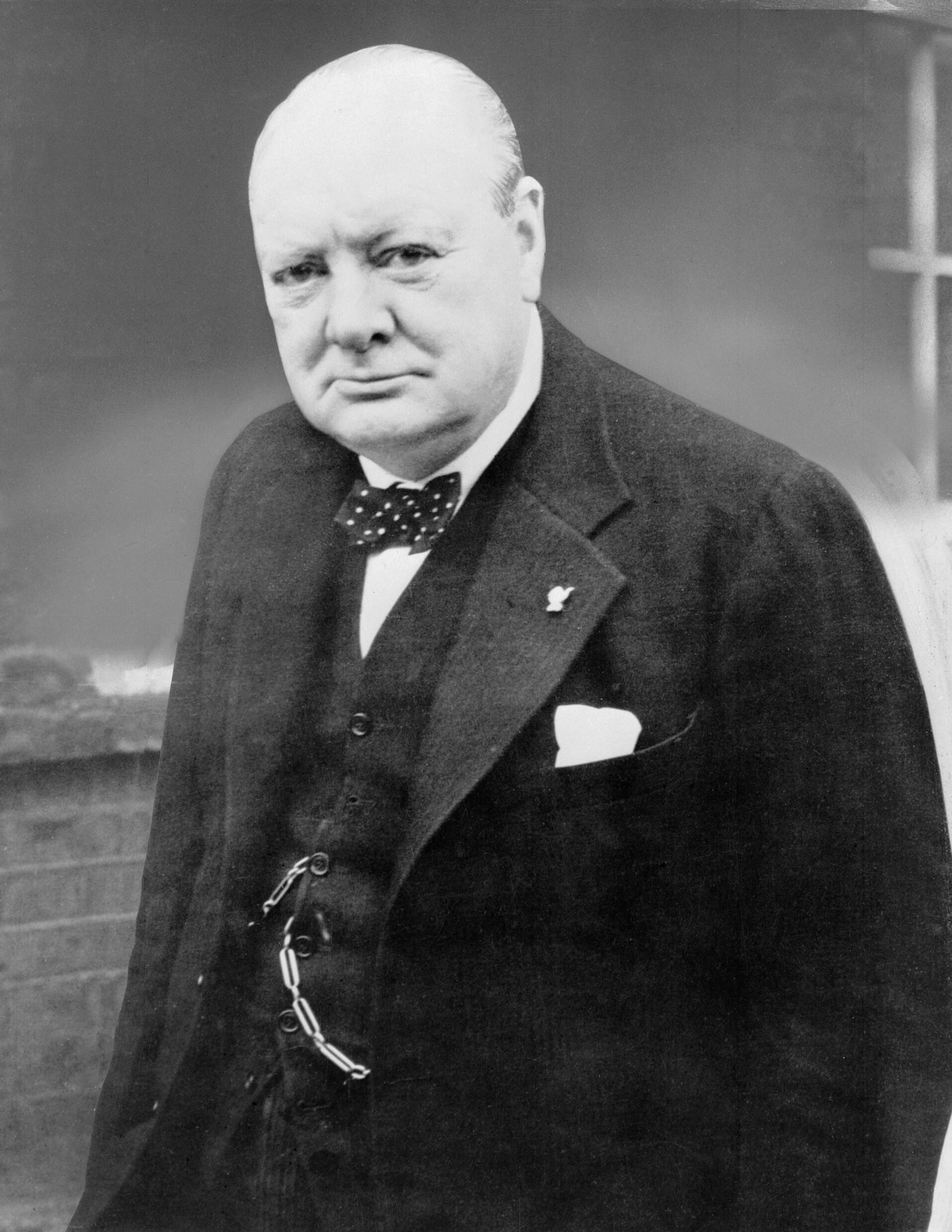
Winston Churchill
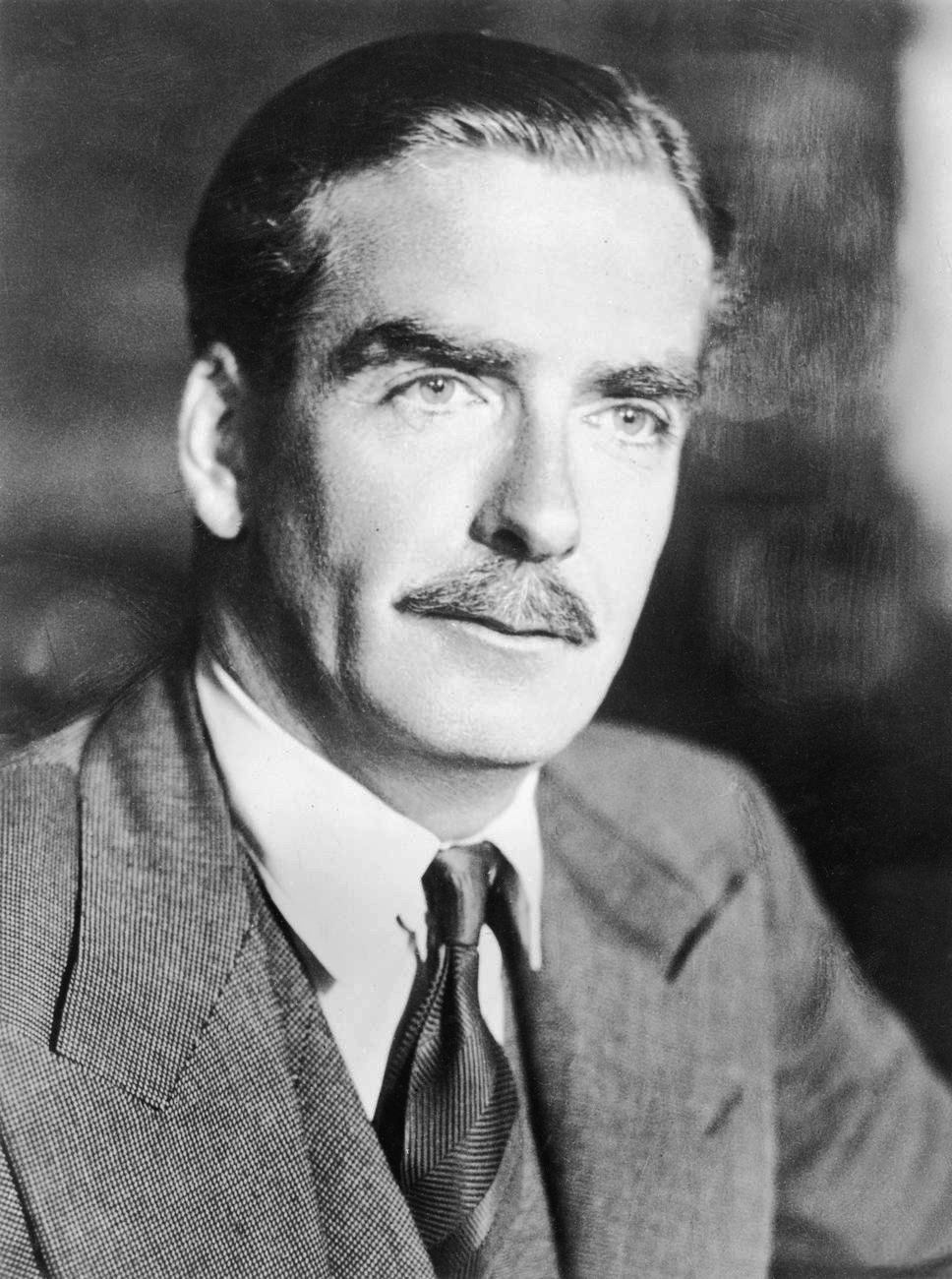
Anthony Eden
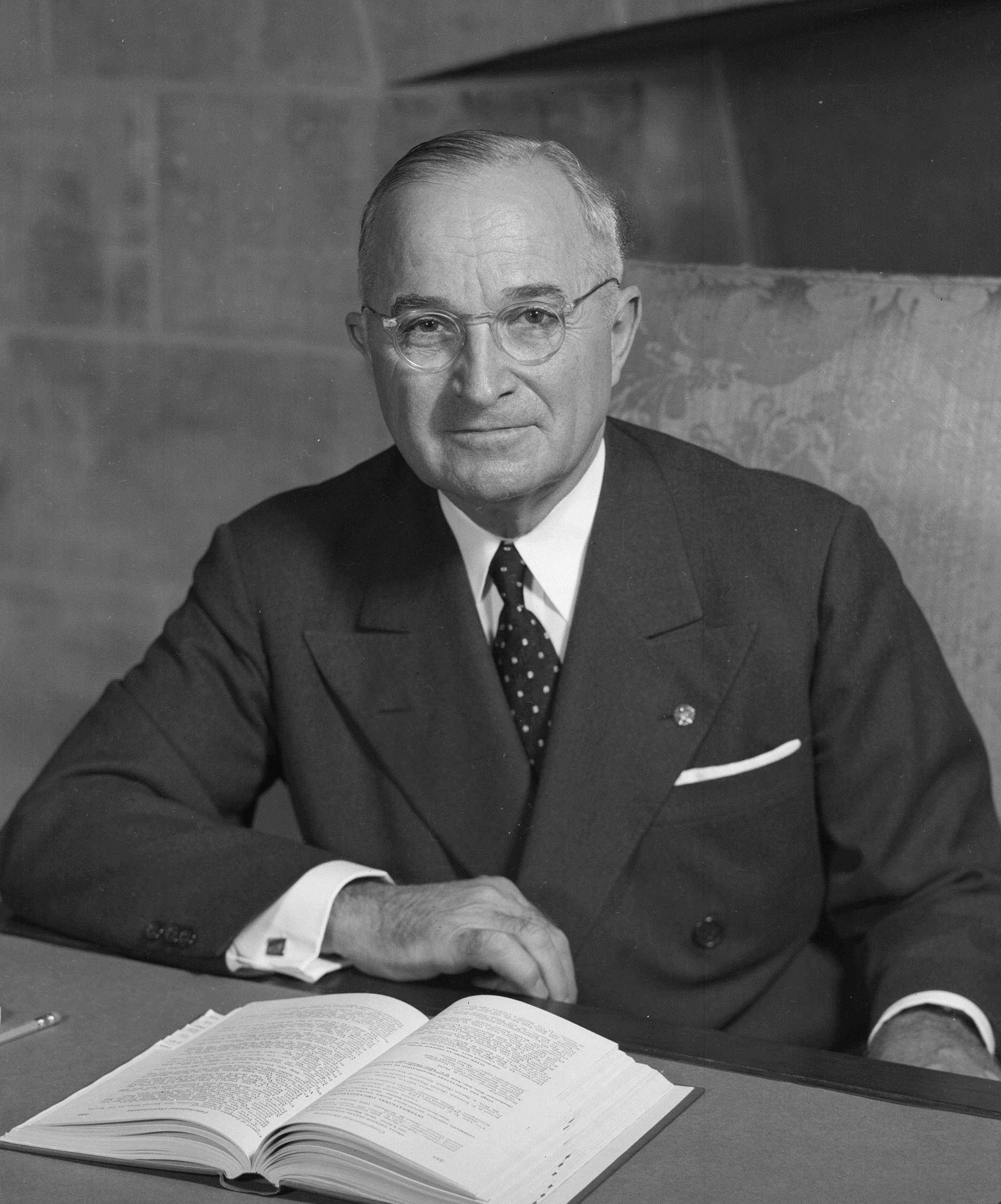
Harry S. Truman
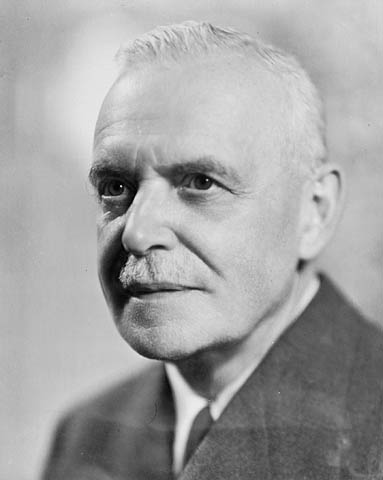
Louis St. Laurent
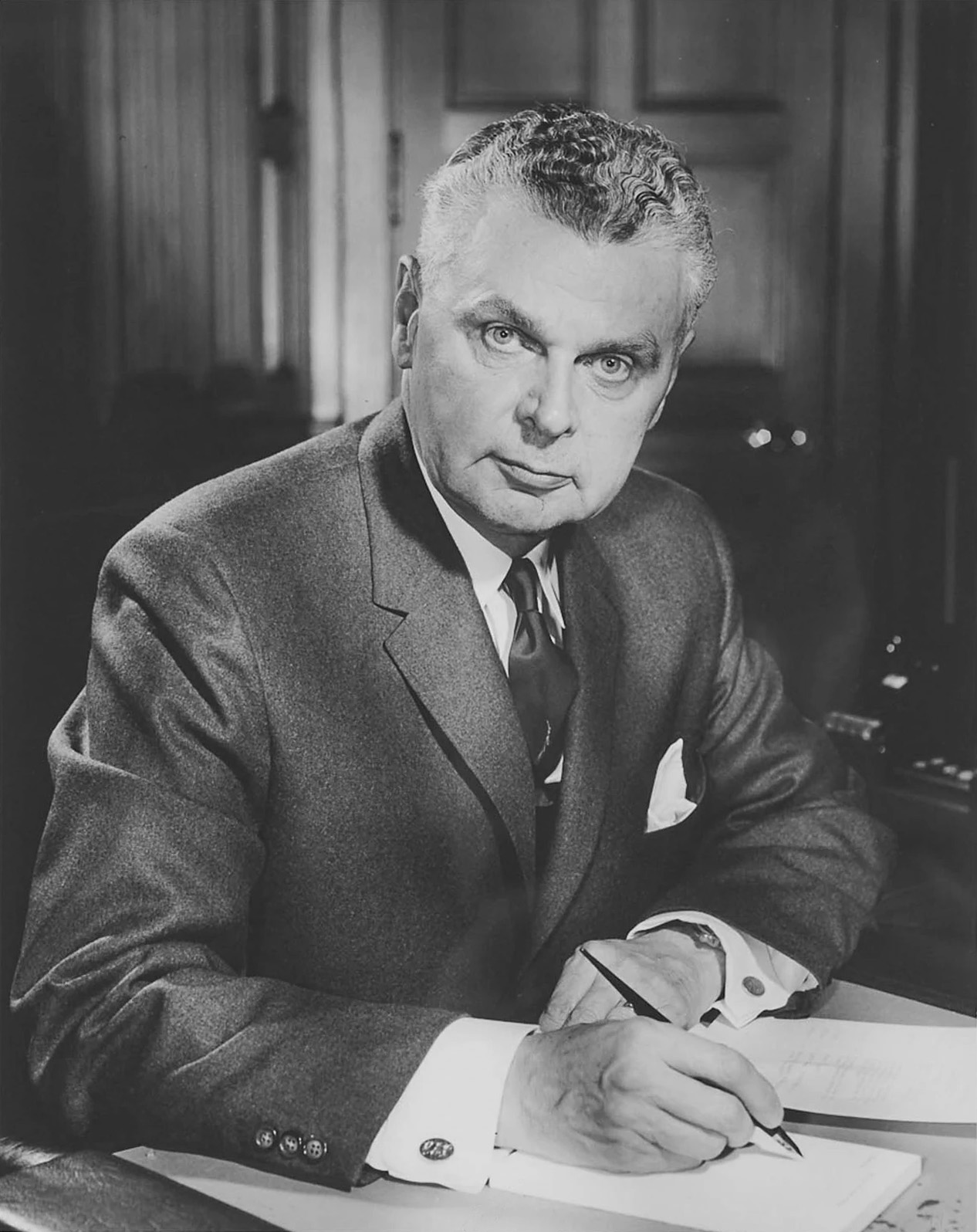
John Diefenbaker
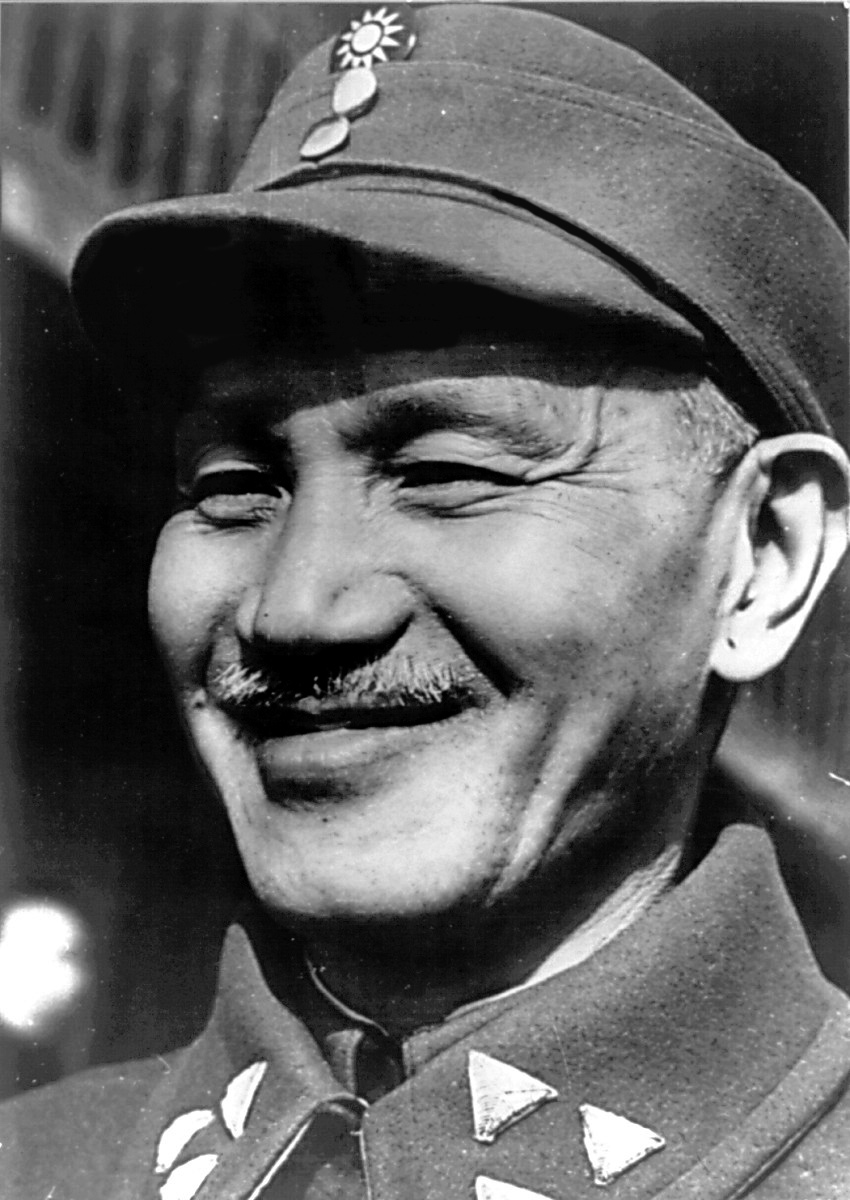
Chiang Kai-shek
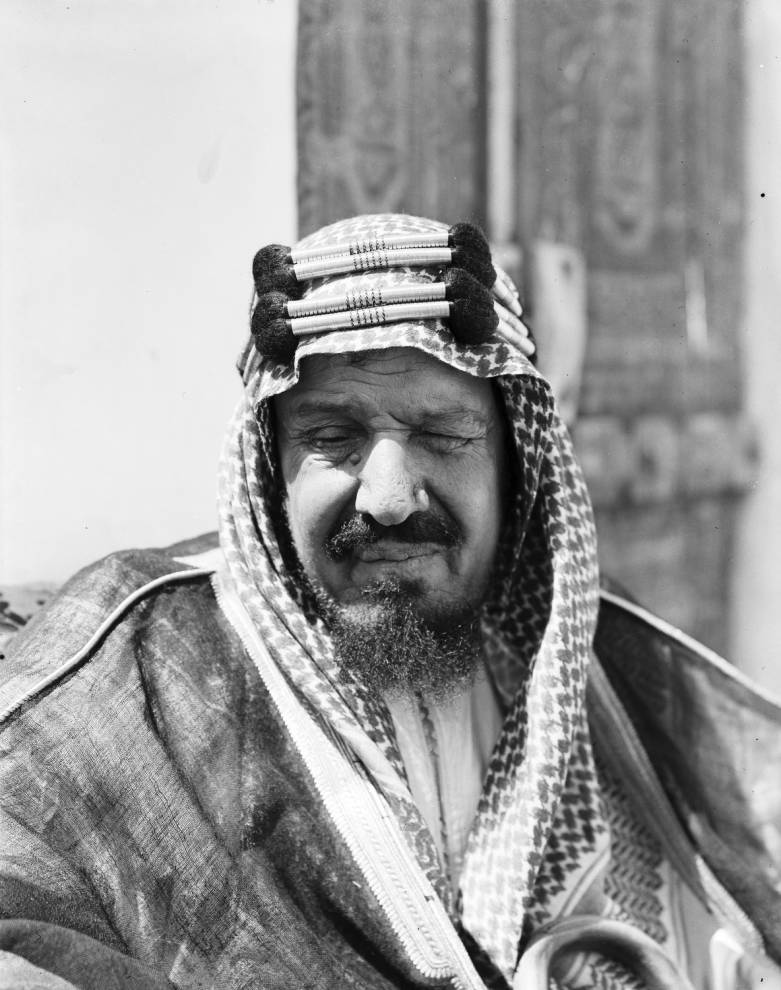
Ibn Saud
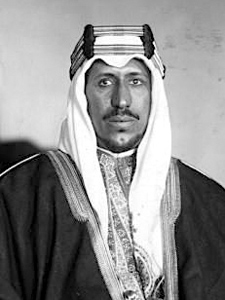
Saud bin Abdulaziz Al Saud
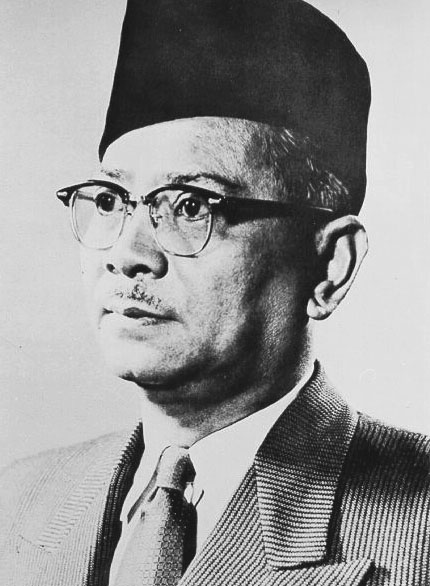
Tunku Abdul Rahman

## Guerres i conflictes

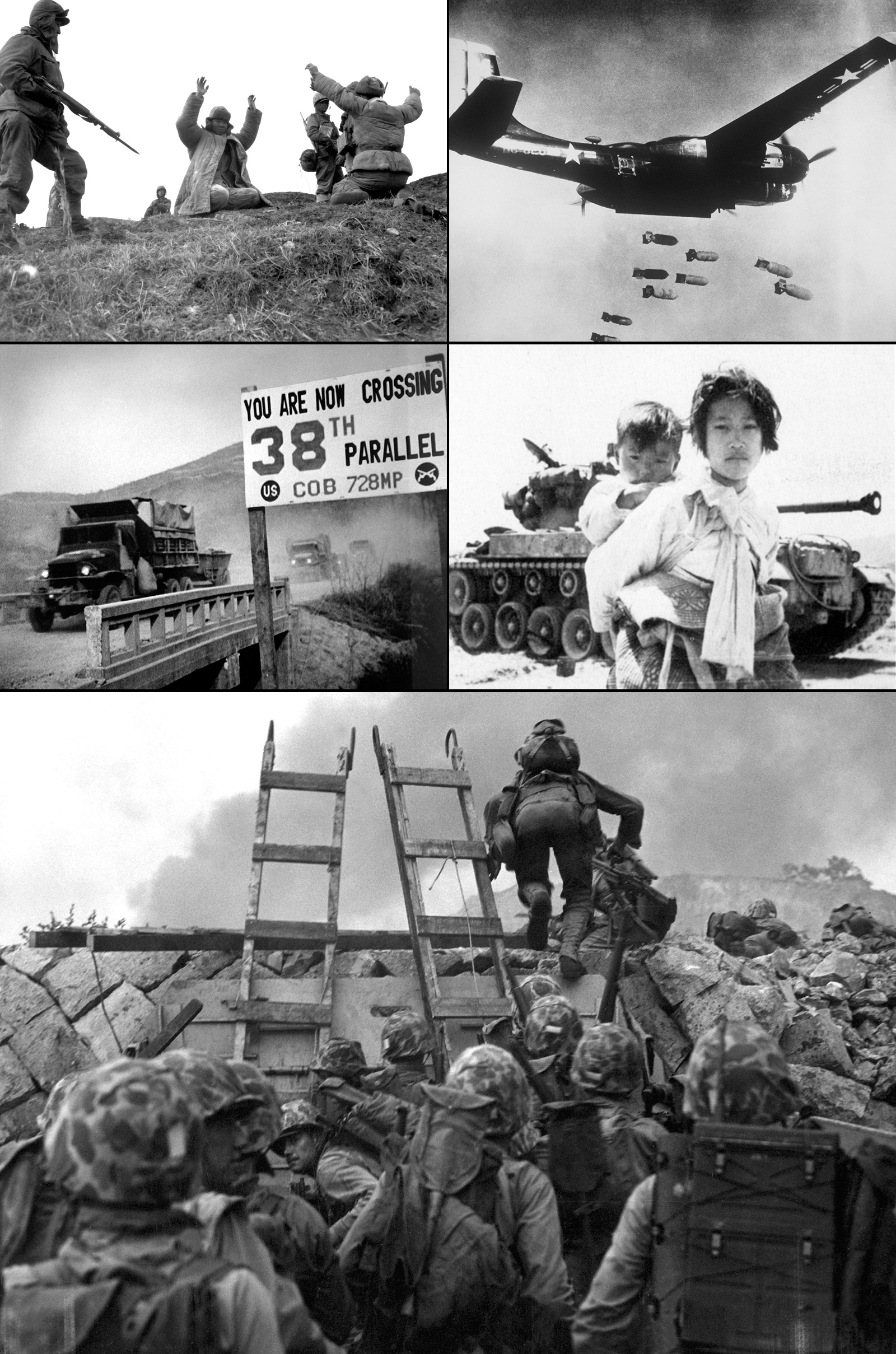
Imatges de la Guerra de Corea

### Guerra freda
- Guerra Freda (1945 - 1991) s'al·ludeix a l'enfrontament tàctic entre l'URSS i els Estats Units, amb els seus respectius aliats, després de la Segona Guerra Mundial (1945). La guerra freda pròpiament dita va començar, però, l'any 1947, després de molta tensió política entre un bloc i un altre. Era un enfrontament no declarat, sense ofensives militars, basat en la mútua amenaça (incloent-hi el desenvolupament de bombes atòmiques) i en l'intent per expandir les àrees d'influència respectives, ja que arran del llançament de les bombes d'Hiroshima i Nagasaki, hi havia molta por d'entrar en una guerra nuclear. Els països de l'òrbita americana defensaven el capitalisme (bloc capitalista, units per l'OTAN des del 1949), mentre que els partidaris dels russos vivien versions diferents del comunisme (bloc comunista) units pel pacte de Varsòvia (1955).
  - Maccarthisme o cacera de bruixes de McCarthy i en anglès també com a "red scare" (la por roja), és un episodi de la història dels Estats Units que es va desenvolupar entre 1950 i 1956 durant el qual el senador Joseph McCarthy va desencadenar un estès procés de delacions, denúncies, processos irregulars i llistes negres contra persones sospitoses de ser comunistes.
    - Ethel i Julius Rosenberg foren un matrimoni dels Estats Units d'Amèrica que van ser executats a la cadira elèctrica acusats d'espionatge. Va ser la primera execució per espionatge de civils en la història dels Estats Units.

  - Doctrina Dulles també coneguda com a "Doctrina de Represàlies Massives" i com a "Doctrina Eisenhower", és una doctrina militar geoestratègica i una estratègia nuclear per la qual un estat es compromet a represaliar a l'enemic de forma molt més contundent en cas d'atac.
  - Moviment de Països No Alineats és una organització internacional que agrupava 118 Estats el 2008 (17 Estats i 9 organitzacions internacionals hi tenen a més l'estatut d'observador), que es defineixen com a "no sentir-se alineats ni amb, ni en contra de cap gran potència mundial".
  - Revolució hongaresa de 1956 (23 d'octubre -10 de novembre) el Revolta que el poble hongarès va intentar deslliurar-se de l'opressió soviètica. La revolta va ser avortada pels soviètics el dia 4 de novembre de 1956 amb l'entrada de l'exèrcit Roig. Aquest conflicte forma part de la Guerra Freda.
  - Guerra de Corea (25 de juny del 1950 - 27 de juliol del 1953) Enfrontament entre Corea del Sud i Corea del Nord. A passar de ser una guerra civil es va convertir en una guerra subsidiària de la Guerra Freda, per la intervenció del bloc capitalista a favor de Corea del Sud i del bloc comunista de Corea del Nord. Al resultat de la guerra va ser la continuïtat de la partició de les dues Corees que s'havia establert el final de la Segona Guerra Mundial.
  - Crisi de l'Iran de 1953 (15 al 19 d'agost del 1953) va ser un cop d'estat auspiciat pels Estats Units a través de la CIA i el Regne Unit (a través del MI6) per treure del poder al primer ministre de l'Iran, Mohammed Mossadeq, que havia guanyat les eleccions democràticament per por a l'expansió comunista. Se'n va dir Operació Ajax.
  - Cop d'Estat a Guatemala del 1954 (18 al 17 de juny del 1954) fou el resultat de l'operació encoberta PBSUCCESS (Criptònim CIA). Aquesta va ser organitzada per la CIA per enderrocar Jacobo Árbenz Guzmán, el President de Guatemala democràticament escollit, que s'havia oposat als interessos de la United Fruit Company i perquè havia permès que els membres de l'àmpliament minoritari partit comunista de Guatemala —Partido Guatemalteco del Trabajo— influís en les decisions més importants del seu govern.
  - Guerra del Vietnam també anomenada Segona Guerra d'Indoxina, és el conflicte bèl·lic entre el Vietnam del Nord i el Vietnam del Sud, que va tenir lloc entre els anys 1954 a 1975, amb la intervenció directa i indirecta de diversos països estrangers. Les faccions al conflicte van ser, per un costat, la República Democràtica de Vietnam, amb el suport de guerrillers nord-vietnamites com el Viet Cong o Front d'Alliberament Nacional (NLF, per les seves sigles en anglès), amb ajut i subministraments soviètics i xinesos. Per l'altre costat, hi havia la República del Vietnam, amb el suport militar i logístic dels Estats Units.
  - Revolució cubana és el terme amb el qual es designa l'enderrocament del govern de Fulgencio Batista pel Moviment 26 de Juliol i a l'establiment del nou govern cubà liderat per Fidel Castro a començaments de l'any 1959. La revolució s'inicià amb l'assalt a la caserna Moncada durant el 26 de juliol de l'any 1953, i finalitzà l'1 de gener de 1959, quan Batista fuig del país, i les ciutats de Santa Clara i Santiago de Cuba van ser preses pels rebels, aquests liderats per Fidel Castro.

### Conflicte araboisraelià
- El conflicte araboisraelià és aquell entre l'estat d'Israel i els seus veïns àrabs, en particular els palestins. La seva definició, història i possibles solucions són matèria de permanent debat, i els problemes que inclou varien amb el temps.

### Descolonització
- Conferència de Bandung fou una reunió de líders dels països africans i asiàtics que havien estat sota colonització europea, entre el 18 i el 24 d'abril del 1955 a Bandung (Indonèsia) amb l'assistència de 29 països.
- Crisi de Suez també anomenada Guerra del Sinaí va ser un atac militar contra Egipte dut a terme per Regne Unit, França, i Israel a partir del 29 d'octubre de 1956. L'atac es va produir després de la decisió d'Egipte (26 de juliol de 1956) de nacionalitzar el Canal de Suez després de la retirada d'una oferta de Regne Unit i els Estats Units per a finançar la construcció de la presa d'Assuan.
  - Nasserisme fou un moviment polític nascut a Egipte de la mà de Gamal Abdel Nasser i dels joves oficials egipcis que el van ajudar en la Revolució del 1952.
- Guerra d'Independència d'Algèria (1 de novembre de 1954 -19 de març de 1962) Va ser una guerra de descolonització. Algèria era la colònia francesa que estava més a prop de França. El resultat de la guerra van quedar signats amb els Acords d'Évian que comportava la independència d'Algèria. A la guerra van morir entre 250.000 i 400.000 algerians (més d'un milió, segons el FLN) i 25.000 soldats francesos i l'expulsió dels Pieds-noirs d'Algèria.

Nous estats:
en aquesta dècada van tenir lloc descolonitzacions que havia començat a la meitat de la dècada del 1940 i continuaria fins a la meitat de la dècada següent, la dècada del 1960. A més a més també molts països ocupats per les potències aliades durant la Segona Guerra Mundial van tornar a ser independents.
- Vietnam del Nord i Vietnam del Sud - La guerra d'Indoxina (1946-1954) es produí a la Indoxina francesa, després de la derrota japonesa a la Segona Guerra Mundial. Soldats francesos emprant un canó de 57 mm contra l'artilleria del Viet Minh (novembre de 1953). Aprofitant un buit de poder que les tropes britàniques amb prou feines aconseguien omplir, els guerrillers comunistes del Viet Minh van prendre el poder i van proclamar la independència del que avui és el Vietnam (setembre de 1945).
- Índia i Pakistan - El 1947 el Raj Britànic va ser dividida en dues parts; el Domini de l'Índia i el Domini del Pakistan. Al 26 de gener del 1950 l'Índia es converteix en una república i entrà en vigor una nova constitució. I el 23 de març del 1956 va ser el Domini del Pakistan passà a ser formalment la República Islàmica de Pakistan.
- Regne Unit de Líbia - Des de 1943 Líbia va quedar sota el control de França i el Regne Unit, a causa de la victòria dels aliats a la Segona Guerra Mundial perquè abans era una colònia italiana. A partir del 1947 la República Italiana finalment va renunciar a la colònia i la colònia va quedar sota la tutela de les Nacions Unides. El Regne Unit va seguir mantenint el control de Tripolitània i Cirenaica i Fezzan a França. El 21 de novembre de 1949 l'Assemblea General de les Nacions Unides va aprovar una resolució en què va afirmar que Líbia es convertiria en independent des de l'1 de gener de 1952.

Shigeru Yoshida, Primer Ministre del Japó, junt amb enviat del govern firmant el Tractat de San Francisco el 8 de setembre de 1951.

- Japó - Al final de la Segona Guerra Mundial, el Japó va ser ocupat per les potències aliades, liderades pels Estats Units a causa de la rendició del Japó a l'agost del 1945. El Tractat de San Francisco signat el 8 de setembre de 1951 va marcar la fi de l'ocupació aliada i subseqüent va entrar en vigor el 28 d'abril de 1952, quan el Japó es va convertir novament en un estat independent.
- Regne de Cambodja - El 9 de novembre del 1953 es proclama la independència de Regne de Cambodja, pacíficament obtingut pel rei Norodom Sihanouk. Cambodja era un protectorat de la Indoxina francesa, encara que va ser ocupada pel Japó entre 1941 i 1945.
- Àustria - El 15 de maig de 1955 se signa el Tractat de l'Estat Austríac, entre les Potències Aliades (França, Regne Unit, Estats Units i Unió Soviètica) i el govern austríac. Va ser el final de l'ocupació d'Àustria per part Potències Aliades durant la Segona Guerra Mundial. Àustria va esdevenir independent oficialment al 27 de juliol del 1955, el dia que el tractat va entrar en vigor.
- Sudan - Sudan Angloegipci era un condomini d'Egipte i el Regne Unit. Ismail al-Azhari primer ministre, i del Partit Nacional Unionista, volia l'autodeterminació del Sudan, amb l'esperança de promoure la unitat amb Egipte, però el poble sudanès no volia estar vinculada a Egipte. El 19 de desembre de 1955, el Parlament sudanès, sota el lideratge d'Azhari, va aprovar per unanimitat una declaració d'independència, l'1 de gener de 1956, el Sudan va esdevenir una república independent.
- Marroc - El Marroc era un protectorat espanyol i un protectorat francès. El protectorat francès es va acabar amb la independència el 2 de març de 1956. El protectorat espanyol es va acabar el 7 d'abril del mateix any. A l'Àfrica Occidental Espanyola només quedaven les colònies d'Ifni i el Sàhara Espanyol.

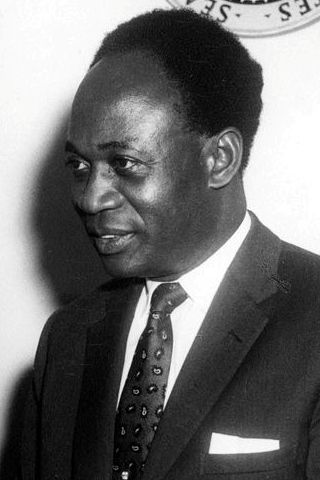
Kwame Nkrumah

- Tunísia - Tunísia era un protectorat francès. Sota el mandat de Habib Burguiba el 20 de març del 1956 Tunísia va esdevenir un estat independent, després d'haver tingut una autonomia interna.
- Ghana - La unió del protectorat i la colònia britànica de la Costa d'Or i del territori en fideïcomís del Togo Britànic, Ghana va esdevenir, el 6 de març del 1957, el primer país de l'Àfrica subsahariana que assolia la independència.
- Malàisia - La Unió Malaia fou anomenada Federació Malaia des de l'1 de febrer de 1948. Va accedir a la independència del Regne Unit el 31 d'agost de 1957 dins de la Commonwealth, però es va formar definitivament Malàisia quan a la dècada del 1960 es van unir les regions de Singapur, Sabah i Sarawak.
- Guinea - Guinea era una colònia francesa. L'any 1957 a les eleccions territorials va guanyar Ahmed Sekou Tour del Partit Democràtic de Guinea (PDG), que va guanyar amb 56 dels 60. En el referèndum proposat per França per avançar limitadament en l'autogovern en el 28 de setembre de 1958, el poble de Guinea va rebutjar aclaparadorament la pertinença a França. Els francesos es van retirar ràpidament, i el 2 d'octubre de 1958, Guinea es va proclamar una república sobirana i independent, amb Sékou Touré com a president.[6]
- Iraq - La revolució nasserista influencià el país que veié com un cop d'estat del 1958 proclamava la República.

## Economia

### Pla Marshall
El Pla Marshall, nom popular de l'European Recovery Program (ERP) era un pla dels Estats Units per a la reconstrucció dels països europeus després de la Segona Guerra Mundial. La iniciativa va rebre el nom del Secretari d'estat americà George Marshall i fou dissenyat principalment pel Departament d'Estat, en especial per William L. Clayton i George F. Kennan. El pla de reconstrucció es va desenvolupar en una cimera el juliol de 1947. La Unió Soviètica i els estats de l'Europa de l'Est també hi van ser convidats, però Ióssif Stalin va veure el pla com una amenaça i no va permetre la participació de cap dels països de la seva òrbita. El pla va tenir una vigència de quatre anys fiscals a partir de l'estiu de 1947. Durant aquest període, els estats europeus que van ingressar a l'OCDE van rebre un total de 13 mil milions de dòlars de l'època. Gràcies al Pla Marshall, l'Europa Occidental es va recuperar espectacularment.

### L'American Dream
En acabar la Segona Guerra Mundial els Estats Units es van trobar en una posició forta. No havien patit bombardejos i la indústria havia treball com mai degut a l'esforç de guerra. Els Estats Units van superar ràpidament gràcies al conflicte la Gran Depressió i es trobaven ara en posició dominant políticament i econòmicament. Així, la població dels EUA va viure una època daurada, l'anomenat American Dream. Encara que representés el 6% de la població mundial, els EUA consumien un terç de la producció de béns i serveis mundials, i dos terços d'allò que es produïa venia dels EUA. El boom econòmic va ser encapçalat per una nova classe mitjana que tenia accés al consum en massa. L'any 1958, per exemple, el 83% de les cases tenia accés a la televisió, i les famílies amb dos cotxes s'havien triplicat. La producció nacional s'havia doblat entre el 1946 i el 1956. L'esperança de vida havia passat de 71 anys en lloc dels 51 de l'abans guerra. L'anomenat baby boom va posar de mode un nou estil musical, el rock'n'roll, fent d'Elvis Presley una de les personalitats més destacades de l'època. De fet, l'any 1964 el 40% de la població era menor de 20 anys. Tot i així, l'American Dream no lluïa en tot. En efecte, el racisme estava estès entre la població i el masclisme es propagava per les campanyes publicitàries. L'any 1955 només el 36% de la població femenina treballava.

### La potència nord-americana
Els Estats Units es van trobar catapultats en el rang de primera potència econòmica i política després del conflicte mundial. La guerra va, en aquest sentit, treure els EUA de la Gran Depressió. A més, no havien patit bombardejos i sortien victoriosos del conflicte. El potencial productiu va doblar. Els salaris van més que doblar. Els dos terços de les reserves d'or les posseïen els EUA. El dòlar nord-americà fou l'única moneda que va conservar el seu valor d'abans de la guerra. La balança comercial del país era clarament excedentària. Europa es troba en una situació força difícil: no pot prescindir dels EUA, econòmicament i fins i tot políticament vist que els EUA estan en mesura d'imposar condicions. El capital americà invertit a l'exterior produeix beneficis. De fet, és aquest investiment el que obre fàbriques als països llatinoamericans. El boom consumista ha permès activar nous sectors. L'automòbil esdevé símbol dels anys 1950. La química experimenta novetats: el niló, el plàstic, detergents, insecticides,... La llar dels nord-americans es va omplint d'electrodomèstics,... Els EUA encapçalen el rànquing en agricultura, indústria i comerç. La meitat de la producció internacional de carbó prové dels EUA i els dos terços del petroli també és nord-americana. Així, encara que l'URSS es presenti com a segona potència, els EUA lideren el món durant la dècada dels 1950.

### El gran salt endavant
El Gran Salt Endavant foren una sèrie de mesures econòmiques, socials i polítiques implantades en la República Popular de la Xina pel govern del Partit Comunista de la Xina (PCX) a la fi dels 1950 i principis dels 1960 amb la intenció d'aprofitar l'enorme capital humà del país per a la industrialització. El fracàs d'aquestes mesures, unit a una sèrie de catàstrofes naturals, va produir una fam que, segons la majoria de les estimacions, va provocar la mort d'entre 20 i 30 milions de persones.

## Societat

### Art
- L'informalisme és un moviment pictòric que comprèn totes les tendències abstractes i gestuals que es van desenvolupar a Europa després de la Segona Guerra Mundial, en paral·lel amb l'expressionisme abstracte estatunidenc. Dins d'aquest moviment es distingeixen diferents corrents, com l'abstracció lírica, la pintura matèrica, la Nova Escola de París, el taquisme, l'espacialisme o l'art brut.
- L'art pop (de l'anglès pop art) va ser un moviment artístic sorgit a la fi dels anys 1950 al Regne Unit i els Estats Units; les seves característiques són l'ocupació d'imatges i temes presos del món de la comunicació de masses aplicats a les arts visuals.

### Música
- Elvis Presley
- John Lee Hooker
- Holin' Wolf
- Muddy Watters
- Chuck Berry
- Brenda Lee
- Paul Anka
- Little Richard
- Jerry Lee Lewis
- P. Ramlee

### Estat del benestar
Una altra de les accions que es van emprendre després de la Segona Guerra Mundial a Europa, a banda de la creació d'institucions que promulguessin la pau, fou l'establiment d'un estat del benestar. Davant de les destrosses ocasionades per la guerra hi havia un cert consens en la necessitat que l'estat intervingués en l'economia de mercat per redistribuir la riquesa. S'havia estès la idea que calia que el govern es responsabilitzés del benestar de la població per tenir cura dels més vulnerables i disminuir-ne les desigualtats. Aquestes idees, inspirades de l'economista J. M. Keynes, van ser possible gràcies a l'arribada al poder en els països democràtics de partits socialdemòcrates. Fou el cas, per exemple, del Regne Unit on Winston Churchill va perdre davant del laborista Clement Attlee que va promoure un sistema de salut universal i un sistema de seguretat social. També fou el cas d'Holanda, de la República Federal d'Alemanya, de França i fins i tot de Txecoslovàquia abans del cop d'Estat comunista.

### Roba adolescent
Dos anys després del final de la Segona Guerra Mundial, el modista francès Christian Dior llança l'anomenat New Look. La silueta que va definir ja havia aparegut als darrers anys de la dècada dels 1930, però la guerra va frenar el seu desenvolupament fins que l'alta costura hi va tornar al 1944. La seva nova aparició va suposar un trencament amb la dècada anterior. El New Look es caracteritza per un vestit en forma de camisa que marca la silueta amb un cinturó força gran i vistós.
En l'àmbit de l'adolescència i al final de la dècada dels 1940, els joves deixaven els estudis abans dels setz anys per treballar o allistar-se a l'exèrcit, però en la dècada dels 1950 es queden a casa dels pares i això fa que tinguin més temps i vulguin reafirmar la seva identitat. Els fabricants de texans atrauen els joves adolescents amb nous models estrets, la demanada dels quals creix gràcies a les estrelles del rock com Eddie Coharan o Elvis Presley. El 1953 Brando dona als adolescents un uniforme de moda que els permet rebel·lar-se. És en aquest període que surt les tribus juvenils com les bobby-soxers o els beats, els eddys boys o teddy girls,... La dona vesteix estil escolar, l'home estil caçadora amb vaquers i jaqueta negra de cuir.

### Moviment afroamericà pels drets civils
El Moviment afroamericà pels drets civils (1955-1968) es refereix als moviments en els Estats Units d'Amèrica dirigits a prohibir la discriminació racial contra els afroamericans i en el restabliment dels seus drets de vot. Destaca Rosa Louise McCauley, coneguda com a Rosa Parks. Fou una activista estatunidenca per l'equiparació de drets civils entre blancs i negres als Estats Units que es va donar a conèixer després de negar-se a cedir el seu lloc a un blanc en un autobús.

### Cinema
Els anys 1950 estan marcats per una gran crisi en el món del cinema. L'arribada de la televisió als EUA i a altres països com el Regne Unit o Bèlgica, fa baixar el nombre d'espectadors. En 10 anys s'estima que els televisors venuts als Estats Units van passar de 3 a 60 milions. Una xifra extraordinària que fa ràpidament la competència a la pantalla gran. Per solucionar-ho, el món del cinema desenvolupa considerablement el gènere. Les pantalles de projecció esdevenen més grans i adquireixen so. Les pel·lícules guanyen color i apareixen els primers intents de cinema en 3D. Aprofitant aquesta evolució s'estrenaran epopeies bíbliques com Els Deu Manaments (1956) o films d'aventures com Ben-Hur (1959) de William Wyler. També s'intentarà convèncer el públic de no quedar-se a casa davant la televisió amb musicals. Singin' in the Rain (1952) d'Stanley Donen o Oklahoma! (1955) de Fred Zinnermann són dels més coneguts de l'època. Frank Sinatra, cantant de l'època, aprofitarà l'ocasió, com tants d'altres, per iniciar-se en la pantalla gran. Per acabar, i degut al context polític de guerra freda, el cinema es veurà pertorbat per l'enfrontament entre els EUA i l'URSS. La Comissió de la Cambra sobre Activitats Anti-americanes (la House UnAmerican Activities Committee) s'encarregarà de perseguir i llistar actors o cineastes susceptibles de tenir lligams amb el comunisme o simplement de simpatitzar-hi. Charles Chaplin, per exemple, en serà una de les víctimes. Endemés, i per acabar, els anys 1950 veuran néixer estrelles mítiques com Marilyn Monroe qui es va donar a conèixer amb Some like it hot (1959).

### Eurovisió
A Europa i una mica dins l'esperit de la Comunitat Econòmica Europea es creà l'any 1955 el Festival d'Eurovisió. Aprofitant l'arribada de la televisió a les llars, es va crear l'UER amb l'objectiu de teixir lligams forts entre els països membres. Així, l'any 1955 el director de la televisió pública suïssa, Marcel Bezençon proposa la creació d'un concurs televisió de la cançó emès en directe i en simultani en els països participants. Marcel s'inspirà en el recent creat Festival de Sanremo l'any 1951 per formular la idea d'Eurovisió. El primer programa es va emetre l'any 1956 des de Suïssa amb 7 països participants. Avui el festival és el programa no esportiu més vist de la televisió europea i aplega més de 40 països, a més de veure's a la Xina, els EUA i Austràlia.

### Religió
En aquesta dècada hi ha canvi de Papa. Pius XII va ser papa de 1939 fins al dia de la seva mort, el 9 d'octubre de 1958 als 82 anys. Joan XXIII li va succedir de 1958 a 1963.
- 1 de novembre de 1950: Pius XII declara com a dogma l'Assumpció de Maria.
- 27 d'agost de 1953: es firma el Concordat del 1953 entre la Santa Seu i govern franquista.
- 9 d'octubre de 1958, Castel Gandolfo: mor Pius XII, setmanes després es realitza el Conclave de 1958 que escull el cardenal Angelo Giuseppe Roncalli que regnarà com a Joan XXIII.
- 25 de gener de 1959: Joan XXIII anuncia que convoca el XXIé Concili ecumènic conegut com a Concili del Vaticà II.

El Concili Vaticà II fou un concili ecumènic de l'Església Catòlica i un dels esdeveniments històrics que van marcar el segle xx.

### Esports
- Torna la Copa del Món de Futbol l'any 1951 després de la Segona Guerra Mundial, celebrada al Brasil i amb l'Uruguai com a guanyador
- L'any 1953 Hillary i Tenzing arriben al cim de l'Everest
- Creació de la fórmula 1 als anys 1950

### Literatura
- Beat Generation
- Samuel Beckett
- Albert Camus
- Julio Cortázar
- Hermann Hesse
- Yukio Mishima
- Jean-Paul Sartre
- Boris Vian

## Ciències i tecnologia

### Ciència
- Es planteja el problema de la il·luminació
- Es resol l'estructura molecular de l'ADN gràcies als estudis de Rosalind Franklin, Francis Crick, James Watson.
- La cladística és introduïda al 1950 per Willi Henning
- Els EUA fan esclatar la primera bomba H al 1951
- Jonas Edward Salk inventa la primera vacuna contra la poliomielitis al 1951
- Joseph Edward Murray porta a terme el primer trasplantament de ronyó als EUA l'any 1954
- El Dr. Gregory Pinus crea la primera píndola anticonceptiva al 1956
- El llenguatge de programació COBOL és inventat al 1959

### Cursa espacial
La cursa espacial és la competició que es va establir entre els Estats Units i la Unió Soviètica per a l'exploració de l'espai. Encara que es tractava d'una cursa informal les dates clau d'inici i final semblen ben establertes entre el 1957, llançament de l'Spútnik i 1975 acoblament dels mòduls Apollo i Soiuz. El 4 d'octubre de 1957 la Unió Soviètica va aconseguir posar en òrbita al voltant de la terra, per primera vegada en la història, un enginy de fabricació humana l'Spútnik.

## Esdeveniments
- L'any 1950 es restableix la pena de mort a l'URSS
- L'any 1951 Leopold III de Bèlgica abdica
- L'any 1952 el rei Jordi VI del Regne Unit mor
- L'any 1952 Eva Perón, líder política i social de l'Argentina, mor
- L'any 1952 s'estrena la primera edició de Miss Univers amb la finesa Armi Kuusela com a guanyadora
- L'any 1954 Alfredo Stroessner esdevé dictador del Paraguai
- L'any 1955 s'inaugura Disneyland a Califòrnia
- L'any 1959 el dictador Francisco Franco inaugura el mausoleu del Valle de los Caídos
- L'any 1959 es forma ETA
- L'any 1959 s'aprova la Declaració de Drets de l'Infant
- L'any 1959 surt la primera Barbie al mercat